# Nuttallia petri
Nuttallia petri is een tweekleppigensoort uit de familie van de Psammobiidae. De wetenschappelijke naam van de soort is voor het eerst geldig gepubliceerd in 1929 door Bartsch.